# Sisa (droga)
Sisa (grego: ΣΙΣΑ) é uma droga de rua a base de metanfetamina encontrada na Grécia, e originária de Atenas.  O uso do narcótico tem sido abundante devido ao baixo custo de venda, em torno de 2 € por dose.

## Efeitos colaterais
O uso de sisa pode produzir insônia, alucinações, anorexia, palpitações e ansiedade, e aumento da agressividade. Efeitos adicionais incluem o desenvolvimento de úlceras orais, nasais e intestinais.